# Görgen Antonsson (författare)
Ingvar Görgen Antonsson, född 14 maj 1958 i Nederluleå församling i Norrbottens län, är en svensk författare, bokförläggare och översättare som översätter från engelska, norska och tyska.

## Biografi
Antonsson är uppvuxen i Borås, där han gick på Bäckängsskolan. Han tillhörde föreningen Musikhuset, numera Rockborgen, och var bland annat textförfattare åt Thomas Ahlsén Band. Han är mest känd för sina översättningar av amerikansk poesi och för introduktionen i Sverige av de mer komplexa sidorna av Gertrude Steins författarskap. Sedan 1980-talets början har Antonsson publicerat sig omväxlande på etablerade förlag som Bakhåll och Ellerströms förlag och på eget förlag (till en början med namnet Galder, från 1985 Amalgam). Antonsson har även sammanställt en rad CD-skivor åt Bokförlaget Bakhåll, bland andra Köp korvar med Thor Modéen 1996 och Där det behövs med Fridolf Rhudin 1998. Han har även varit fackligt aktiv i Översättarsektionens styrelse inom Sveriges Författarförbund.
Görgen Antonsson var verksam som bibliotekarie mellan 1990 och 2004. Han tilldelades år 2015 Samfundet De Nios Julpris.

## Egna böcker
- 1982 -  Rummet: [dikter]. Hargshamn: Janus. Libris 7753879. ISBN 91-85986-04-6
- 1985 -  Är. Borås: Amalgam. Libris 7753548. ISBN 91-85950-51-3
- 1988 - USA-poesi: en bibliografi över tolkningar till svenska 1853–1985, samt en litteraturlista i urval (Amalgam)
- 2010 - Ezra Pound, Sverige och Nobelpriset (Amalgam)

## Översättningar (urval)
- Gertrude Stein: Texter 1908–46 (Galder, 1981)
- Bob Dylan: Tarantula (Galder, 1981) (Ny, reviderad upplaga: Bakhåll, 1999)
- Ezra Pound: Hyllning till Sextus Propertius (Cavefors, 1982)
- Gertrude Stein: Ömma knappar (Bakhåll, 1984)
- e.e. cummings: 50 dikter (tillsammans med Lars Hagström) (fib:s lyrikklubb, 1984)
- Ernst Orvil: Vid enfaldens gränser (Janus, 1985)
- Neal Cassady: Första tredjedelen (Bakhåll, 1985)
- Gertrude Stein: Vad är mästerverk och varför finns det så få? (Bakhåll, 1987)
- Gertrude Stein: Blod på matsalsgolvet (Ellerström, 1988)
- Ernst Orvil: Mot tillvarons gränser (Amalgam, 1988)
- Stephen Crane: Svarta ryttare (Bakhåll, 1988)
- Ellen Einan: Jag är syster Ensams nattbarn (Ellerström, 1999)
- Andy Warhol: Andy Warhols filosofi: (från A till B och tillbaka igen) (Bakhåll, 2005)
- Gertrude Stein: Allas självbiografi (Bakhåll, 2005)
- Cid Corman: Det finns bara en dikt (Ellerström, 2007)
- Gertrude Stein: Paris Frankrike (Ellerström, 2009)
- Ernst Herbeck: Inte varje mänska har en mun (Ellerström, 2013)
- Olav H. Hauge: Gängelstrån (Ellerström, 2014)